# Rui Da Gracia
Rui Fernando da Gracia Gomes (Bembibre, 28 de maio de 1985) é um futebolista profissional guineense que atua como defensor.

## Carreira
Rui Da Gracia representou o elenco da Seleção Guinéu-Equatoriana de Futebol no Campeonato Africano das Nações de 2015.